# Statue de Pouchkine à Simféropol
La statue de Pouchkine (Памятник А. С. Пушкину) est un des monuments de la ville de Simféropol en Crimée. Il représente le grand poète russe Alexandre Pouchkine qui est venu à Simféropol en 1820.

## Histoire
Ce monument est inauguré le 10 novembre 1967 à l'angle de la rue Pouchkine et de la rue Gogol, près du théâtre académique Gorki. Cette statue est en bronze avec un socle en granite. Son auteur est le sculpteur Alexandre Kovaliov et le projet du monument est exécuté d'après les plans de l'architecte Victor Melik-Parsadanov. En 1984, le monument est déplacé devant le bâtiment de l'école professionnelle d'agriculture (СПТУ), mais quelques années plus tard il retourne à sa place.
Le monument est restauré en 2018.

## Au cinéma
- L'on voit ce monument dans une scène du film soviétique «Они были актёрами» (Ils étaient acteurs, 1981) de Gueorgui Natanson[6].